# Sulawesi-Pustelschwein
Das Sulawesi-Pustelschwein (Sus celebensis), manchmal auch Celebesschwein genannt, ist eine auf dem Malaiischen Archipel lebende Säugetierart aus der Familie der Echten Schweine (Suidae). Teilweise wird es halbwild als Haustier gehalten.

## Merkmale
Das Fell der Sulawesi-Pustelschweine ist schwarz und mit vereinzelten gelben und weißen Haaren gesprenkelt; es gibt allerdings auch rötlich-braun gefärbte Exemplare. Die schweinetypische Schnauze ist von einem hellen Ring umgeben; auf der Stirn haben sie einen weißen Haarschopf. Im Gesicht haben sie wie alle Pustelschweine drei Paare pustelförmige Schwellungen, die mit fortschreitendem Alter größer werden. Die Beine sind verhältnismäßig kurz, der Schwanz eher lang und mit einer Quaste versehen. Diese Tiere erreichen eine Kopfrumpflänge von 80 bis 130 Zentimetern, die Schulterhöhe beträgt rund 70 Zentimeter und das Gewicht liegt zwischen 40 und 70 Kilogramm.

## Verbreitung und Lebensraum
Ursprünglich waren Sulawesi-Pustelschweine auf der Insel Sulawesi (Celebes) und kleineren vorgelagerten Inseln beheimatet. Sie wurden vom Menschen auf andere Inseln des Malaiischen Arichipels eingeführt, wie Halmahera, Flores, Timor und anderen Inseln der Molukken und der Kleinen Sundainseln. Die Schweine sind nicht wählerisch in Bezug auf ihren Lebensraum und bewohnen sowohl Regenwälder wie auch Sümpfe und Grasländer und kommen im Gebirge bis in 2300 m Seehöhe vor.

## Lebensweise
Diese Schweine leben in Familiengruppen, zwei oder drei Familien schließen sich manchmal zu Verbänden zusammen. Sie sind eher tagaktiv, die Nahrungssuche geht meistens am frühen Morgen und am späten Nachmittag vonstatten. Sie sind Allesfresser, die Wurzeln, Früchte, Blätter, Aas, Insekten und andere Wirbellose zu sich nehmen.
Die Paarung kann das ganze Jahr über erfolgen, die meisten Geburten fallen jedoch in die Monate April oder Mai. Die Tragzeit beträgt rund vier bis fünf Monate, danach kommen zwei bis drei (in Ausnahmefällen auch bis zu zehn) Jungtiere zur Welt. Zur Geburt errichtet das Weibchen ein Nest, in welchem die Neugeborenen ihre ersten Lebenstage verbringen.

## Sulawesi-Pustelschweine und Menschen
Das Sulawesi-Pustelschwein wurde vom Menschen in einigen südostasiatischen Inseln eingeführt. Auch die Hausschweinpopulationen auf einigen Inseln der Molukken und auf Neuguinea könnten auf diese Art oder auf Hybriden mit dem Wildschwein zurückgehen. Auf einigen Inseln werden Sulawesi-Pustelschweine halbwild als Haustiere gehalten, das heißt, sie verbringen den Tag in den Wäldern und kehren zur Nacht in die Ställe zurück.
Auf Sulawesi selbst ist die Art noch relativ häufig, lediglich in den südlichen Regionen und auf einigen vorgelagerten Inseln ist sie selten geworden. Die IUCN zählt sie nicht zu den bedrohten Arten.
Neben Hirschebern (Babyrousa), Handabdrücken und Anoas bildeten bereits in der Altsteinzeit vor etwa 40.000 bis 45.000 Jahren die Besucher der Höhlen in der Region Maros-Pangkep das Sulawesi-Pustelschwein in Wandmalereien ab. 2021 wurde die Abbildung eines etwa lebensgroßen Sulawesi-Pustelschweins in der Leang-Tedongnge-Höhle auf ein Alter von mindestens 45.500 Jahren datiert und ist damit die derzeit älteste bekannte Höhlenmalerei der Welt.